# Turriers
Turriers est une commune française située dans le département des Alpes-de-Haute-Provence, en région Provence-Alpes-Côte d'Azur.
Le nom des habitants de Turriers est Turrierons,.
Turriers est une commune de l'Unesco Geoparc de Haute-Provence.

## Géographie

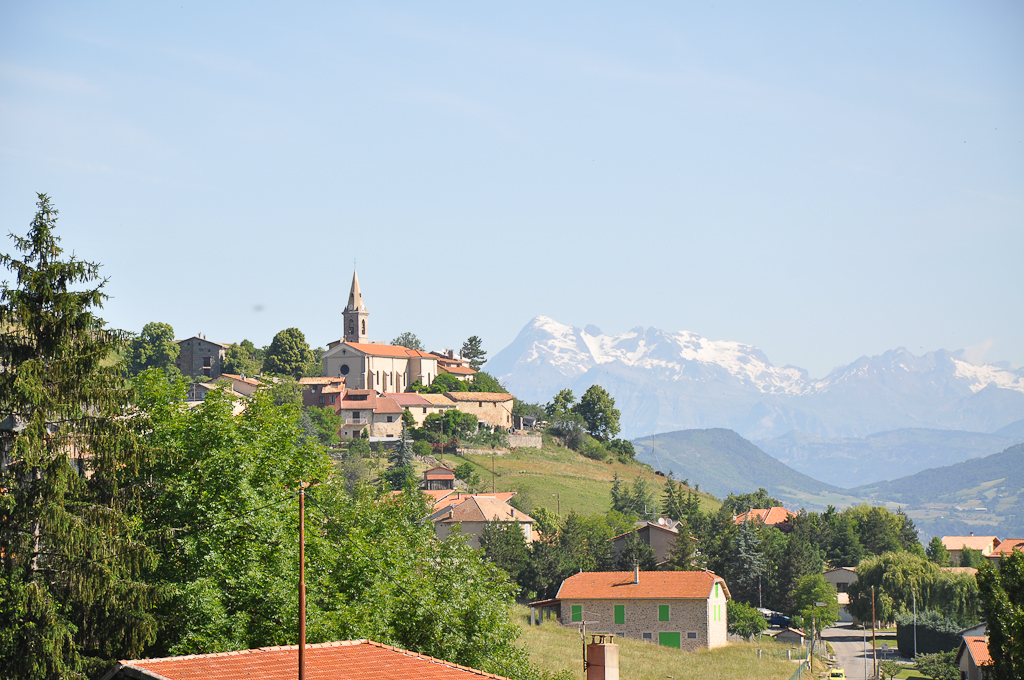
Turriers et le relief environnant.

Le village est situé à 1 040 mètres d'altitude, sur une butte (les Baumelles) surplombant le vide sur deux côtés, au centre d'un vaste bassin de prairies bordées par des sommets boisés d'altitude modeste (1 850 m au plus haut).

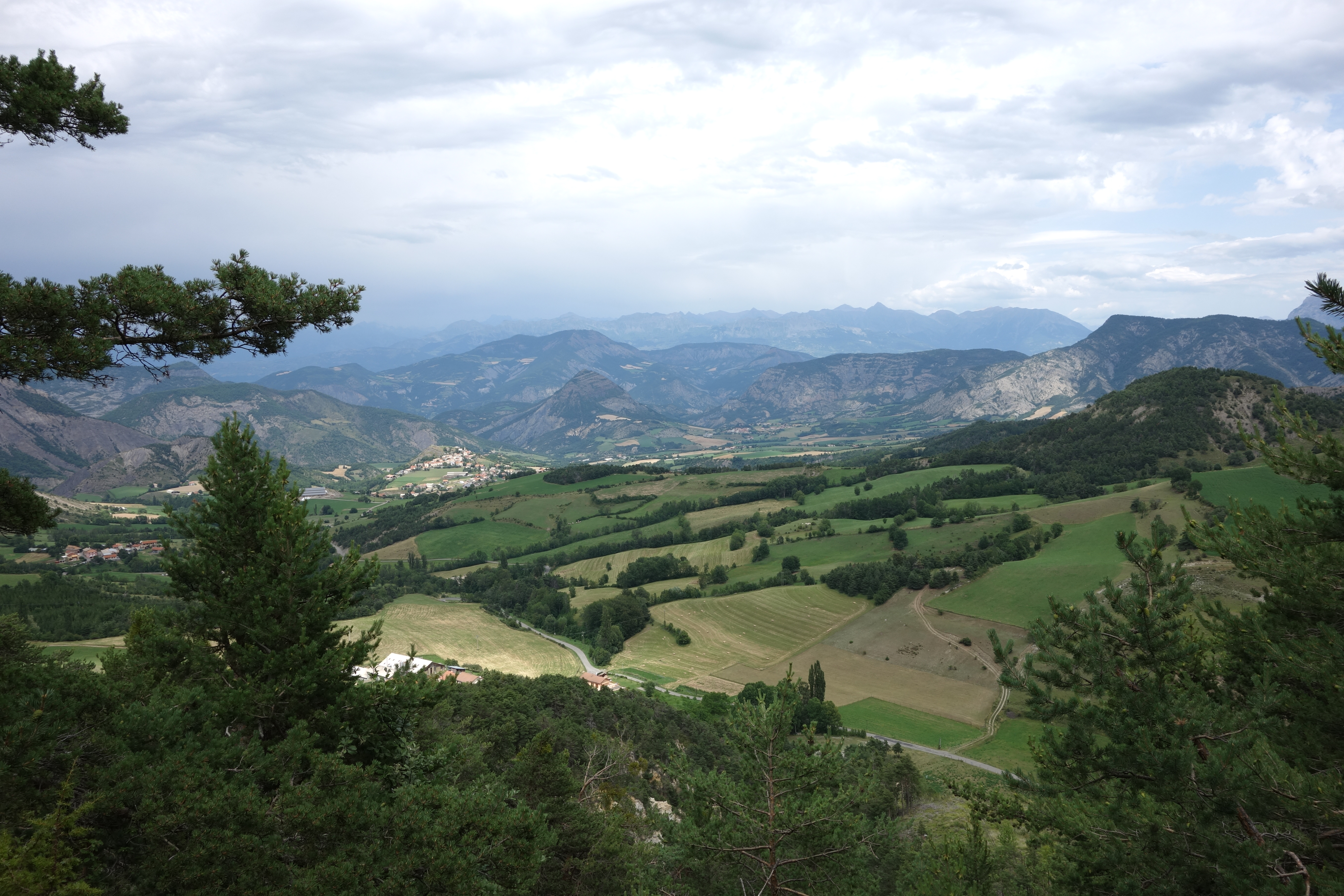
Vue du village du col des Sagnes, en limite de la commune de Bayons.

Les communes limitrophes de Turriers sont Bellaffaire, Saint-Martin-lès-Seyne, Bayons, Faucon-du-Caire et Gigors.

### Géologie
Le territoire se situe dans la partie nord des Préalpes de Digne et de la nappe de Digne, entre les lobes nord-ouest, majeur et de Valavoire : il s'agit d'une nappe de charriage, c'est-à-dire d'une dalle épaisse de près de 5 000 m qui s'est déplacée vers le sud-ouest durant l'Oligocène et la fin de la formation des Alpes. Les lobes (ou écailles) correspondent à la bordure découpée à l'ouest de la nappe.
Lors de la glaciation de Riss, la commune est entièrement recouverte par le glacier de la Durance. Lors de la glaciation de Würm, le glacier est moins épais, et s’arrête aux Tourniquets, alors qu’une langue glaciaire les rissienne les franchissait. Les deux glaciers successifs ont façonné le col des Sagnes, au sud du village. À l’ouest, ils ont franchi le col de Sarraut et pénétré dans la vallée du Grand Vallon. L’altitude du glacier würmien, au Forest Loin, descendait à 1 250 m environ, ce qui correspond à une épaisseur de glace de 150 m, et supérieure à 200 m à Turriers.

### Climat
Pour des articles plus généraux, voir Climat de Provence-Alpes-Côte d'Azur et Climat des Alpes-de-Haute-Provence.
En 2010, le climat de la commune est de type climat méditerranéen altéré, selon une étude du Centre national de la recherche scientifique s'appuyant sur une série de données couvrant la période 1971-2000. En 2020, Météo-France publie une typologie des climats de la France métropolitaine dans laquelle la commune est exposée à un climat de montagne ou de marges de montagne et est dans la région climatique Alpes du sud, caractérisée par une pluviométrie annuelle de 850 à 1 000 mm, minimale en été.
Pour la période 1971-2000, la température annuelle moyenne est de 9,2 °C, avec une amplitude thermique annuelle de 17,2 °C. Le cumul annuel moyen de précipitations est de 944 mm, avec 6,8 jours de précipitations en janvier et 5,9 jours en juillet. Pour la période 1991-2020, la température moyenne annuelle observée sur la station météorologique installée sur la commune est de 10,6 °C et le cumul annuel moyen de précipitations est de 795,7 mm. 
La température maximale relevée sur cette station est de 40 °C, atteinte le 23 août 2023 ; la température minimale est de −17 °C, atteinte le 1er février 2010,,.
| Mois                                  | jan.           | fév.         | mars           | avril         | mai           | juin         | jui.         | août        | sep.          | oct.        | nov.           | déc.          | année    |
| ------------------------------------- | -------------- | ------------ | -------------- | ------------- | ------------- | ------------ | ------------ | ----------- | ------------- | ----------- | -------------- | ------------- | -------- |
| Température minimale moyenne (°C)     | −2,7           | −3,1         | 0              | 3,5           | 6,8           | 10,8         | 12,9         | 12,5        | 9,3           | 5,8         | 1,5            | −1,9          | 4,6      |
| Température moyenne (°C)              | 1,9            | 2,4          | 6              | 9,7           | 13,1          | 17,5         | 20,2         | 19,7        | 16            | 11,6        | 6,1            | 2,5           | 10,6     |
| Température maximale moyenne (°C)     | 6,4            | 7,9          | 12             | 16            | 19,3          | 24,1         | 27,5         | 26,9        | 22,6          | 17,4        | 10,8           | 6,8           | 16,5     |
| Record de froid (°C) date du record   | −12,5 11.01.21 | −17 01.02.10 | −11,7 01.03.05 | −7 07.04.21   | −3 06.05.19   | 0,8 01.06.06 | 4,5 10.07.07 | 4 31.08.20  | −1,5 27.09.20 | −5 21.10.07 | −10,5 27.11.10 | −16 20.12.09  | −17 2010 |
| Record de chaleur (°C) date du record | 19,5 19.01.07  | 21 24.02.20  | 22 31.03.21    | 26,4 09.04.11 | 31,5 22.05.22 | 37 28.06.19  | 37 06.07.15  | 40 23.08.23 | 33 04.09.23   | 29 09.10.23 | 21 07.11.15    | 15,5 31.12.21 | 40 2023  |
| Précipitations (mm)                   | 51,8           | 43,6         | 56,2           | 66,3          | 85,7          | 60,4         | 50           | 52,8        | 59,9          | 92,7        | 102,9          | 73,4          | 795,7    |

| Diagramme climatique                                  |             |         |           |             |              |            |              |             |             |              |             |
| J                                                     | F           | M       | A         | M           | J            | J          | A            | S           | O           | N            | D           |
| 6,4−2,751,8                                           | 7,9−3,143,6 | 12056,2 | 163,566,3 | 19,36,885,7 | 24,110,860,4 | 27,512,950 | 26,912,552,8 | 22,69,359,9 | 17,45,892,7 | 10,81,5102,9 | 6,8−1,973,4 |
| Moyennes : • Temp. maxi et mini °C • Précipitation mm |             |         |           |             |              |            |              |             |             |              |             |

Les paramètres climatiques de la commune ont été estimés pour le milieu du siècle (2041-2070) selon différents scénarios d'émission de gaz à effet de serre à partir des nouvelles projections climatiques de référence DRIAS-2020. Ils sont consultables sur un site dédié publié par Météo-France en novembre 2022.

### Environnement
La commune compte 580 ha de bois et forêts, soit 29 % de sa superficie.

### Risques majeurs
Aucune des 200 communes du département n'est en zone de risque sismique nul. Le canton de Turriers est en zone 1b (sismicité faible) selon la classification déterministe de 1991, basée sur les séismes historiques, et en zone 4 (risque moyen) selon la classification probabiliste EC8 de 2011. La commune de Turriers est également exposée à deux autres risques naturels : feux de forêt, mouvements de terrain.
La commune de Turriers n’est exposée à aucun des risques d’origine technologique recensés par la préfecture ; aucun plan de prévention des risques naturels prévisibles (PPR) n’existe pour la commune et le Dossier d'information communal sur les risques majeurs (Dicrim) n’existe pas non plus.

## Urbanisme

### Typologie
Au 1er janvier 2024, Turriers est catégorisée commune rurale à habitat dispersé, selon la nouvelle grille communale de densité à 7 niveaux définie par l'Insee en 2022.
Elle est située hors unité urbaine et hors attraction des villes,.

### Occupation des sols
L'occupation des sols de la commune, telle qu'elle ressort de la base de données européenne d’occupation biophysique des sols Corine Land Cover (CLC), est marquée par l'importance des forêts et milieux semi-naturels (68,3 % en 2018), une proportion sensiblement équivalente à celle de 1990 (67,8 %). La répartition détaillée en 2018 est la suivante : 
milieux à végétation arbustive et/ou herbacée (34,9 %), forêts (26,3 %), zones agricoles hétérogènes (16,9 %), prairies (13,1 %), espaces ouverts, sans ou avec peu de végétation (7 %), zones urbanisées (1,8 %).
L'évolution de l’occupation des sols de la commune et de ses infrastructures peut être observée sur les différentes représentations cartographiques du territoire : la carte de Cassini (XVIIIe siècle), la carte d'état-major (1820-1866) et les cartes ou photos aériennes de l'IGN pour la période actuelle (1950 à aujourd'hui).

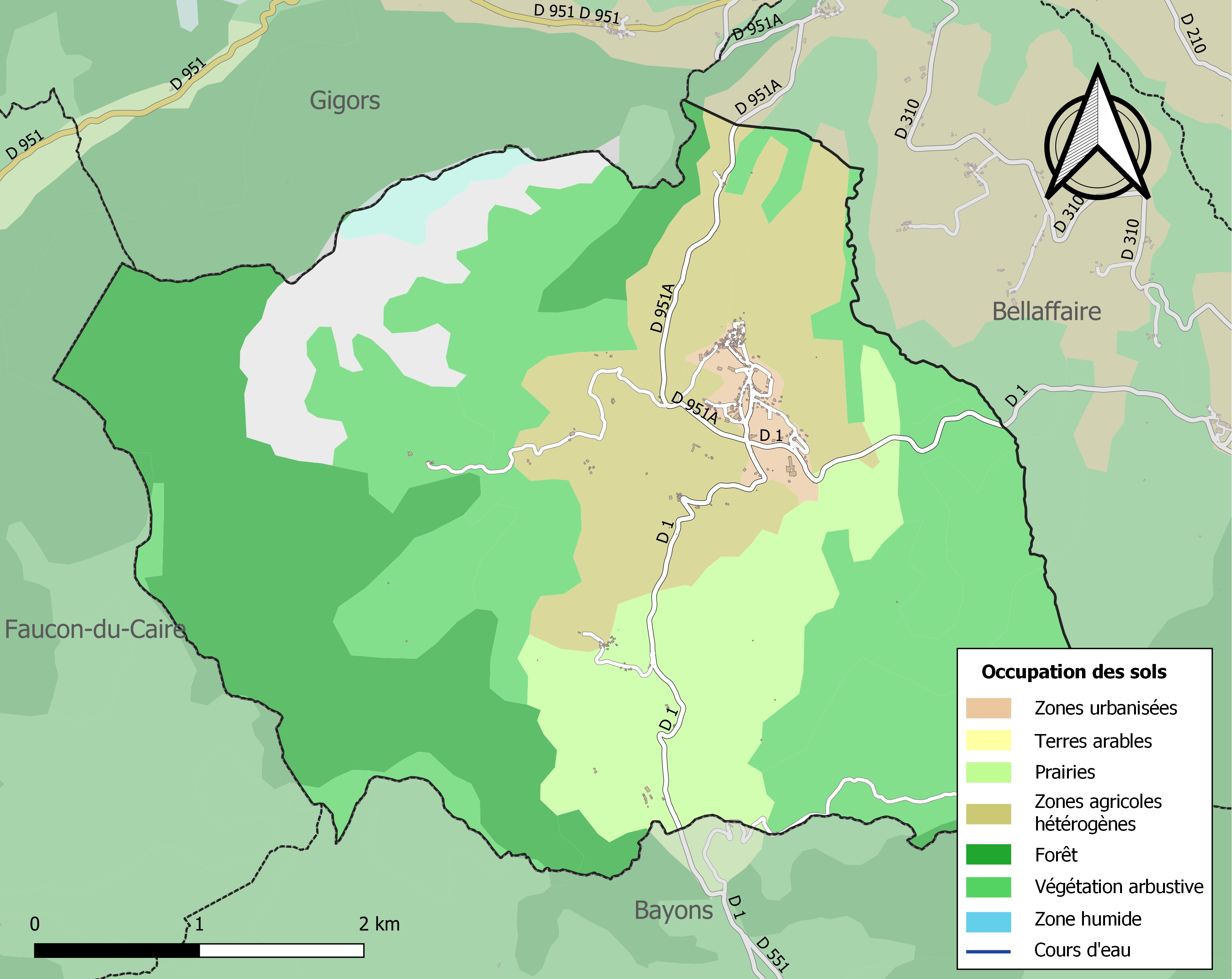
Carte de l'occupation des sols de la commune en 2018 (CLC).

## Toponymie
Le nom du village, tel qu’il apparaît la première fois en 1050 (in castro Turrias), est construit sur la racine préceltique *TuR, rocher, qui a donné turra, désignant l’escarpement sur lequel le château a été bâti,,. Selon Rostaing, ce toponyme est probablement antérieur aux gaulois.
Turriers se nomme Turriés en occitan vivaro-alpin et en provençal.

## Histoire

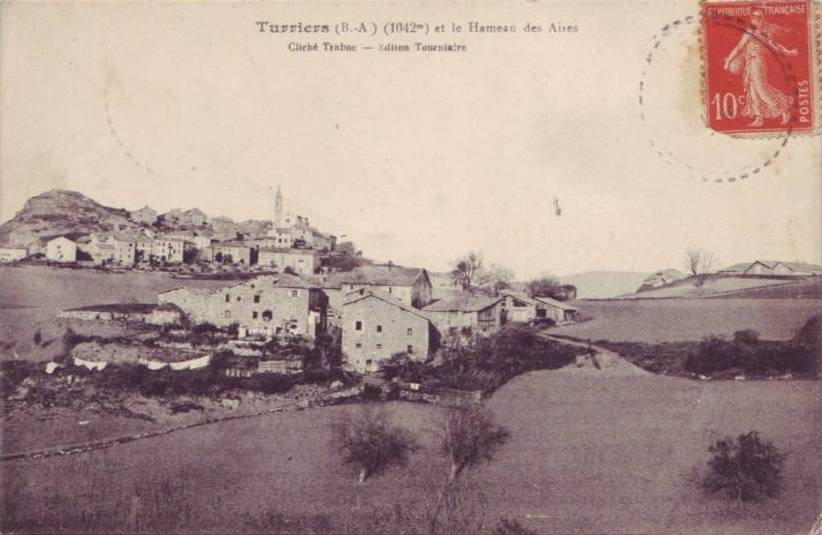
Turriers au début du XXe siècle.

### Moyen Âge
La localité apparaît pour la première fois dans les chartes en 1050 (Turrias). Le fief appartient d’abord aux Vintimille (XIVe siècle-XVIe siècle), puis aux d’Hugues du XVIIe siècle à la Révolution. Les deux églises Sainte-Marie et Saint-Geniès relevaient de l’abbaye Saint-Victor de Marseille qui nommaient les prieurs desservants et percevaient les revenus attachés à ces églises. La communauté relevait de la baillie de Sisteron.
Lors de la crise ouverte par la mort de la reine Jeanne Ire, Raymond de Montauban, seigneur de Turriers, soutient Charles de Duras contre Louis Ier d'Anjou. Le ralliement de Sisteron à la cause angevine, en novembre, entraîne son changement d’engagement, et il prête hommage le 12 décembre 1385.
En 1477, l’archevêque d’Embrun accepte que les habitants construisent une chapelle dans le village, l’église paroissiale étant sur le promontoire du Mouriers assez éloigné du village.

### Révolution française
Au début de la Révolution française, la nouvelle de la prise de la Bastille est accueillie favorablement, mais provoque un phénomène de peur collective d’une réaction aristocratique. Localement, la Grande Peur, venant de Tallard et appartenant au courant de la « peur du Mâconnais », atteint Turriers le soir du 31 juillet 1789. Les consuls de la communauté villageoise sont prévenus par ceux de Gap qu’une troupe de 5 à 6 000 brigands se dirige vers la Haute-Provence après avoir pillé le Dauphiné. Aussitôt, les consuls de Turriers transmettent la nouvelle aux consuls de Seyne, faisant ainsi se propager la Grande Peur.
Dès le 2 août, l’affolement retombe, les faits-divers à l’origine des rumeurs étant éclaircis. Mais un changement important a eu lieu : les communautés se sont armées, organisées pour se défendre et défendre leurs voisins. Un sentiment de solidarité est né à l’intérieur des communautés et entre communautés voisines, et les consuls décident de maintenir les gardes nationales. Aussitôt la peur retombée, les autorités recommandent toutefois de désarmer les ouvriers et les paysans sans terre, pour ne conserver que les propriétaires dans les gardes nationales.
La commune de Turriers crée une société patriotique après la fin de 1792. En 1793, le château est mis aux enchères pour démolition.

### Époque contemporaine
Comme de nombreuses communes du département, Turriers se dote d’écoles bien avant les lois Jules Ferry : en 1863, elle compte déjà une école dispensant une instruction primaire aux garçons. Aucune instruction n’est donnée aux filles : la loi Falloux (1851) n’impose l’ouverture d’une école de filles qu’aux communes de plus de 800 habitants. Ce n’est qu’avec la première loi Duruy (1867), qui abaisse ce seuil à 500 habitants, que la commune ouvre une école de filles. La deuxième loi Duruy (1877) lui permet, grâce aux subventions de l’État, de reconstruire l’école du village.
Jusqu’au milieu du XXe siècle, la vigne était cultivée dans la commune, uniquement pour l’autoconsommation. La viticulture était un « défi à la nature », le raisin étant souvent vendangé avant complète maturité. Cette culture a depuis été abandonnée, probablement en raison de la très mauvaise qualité du vin obtenu.
A la fin du XIXe siècle une tuilerie et briqueterie est créée au lieu-dit de Gière par Joseph FRANGI et  son fils Fernand FRANGI, entrepreneurs à Selonnet. En 1909 et 1910, ils ont construit au hameau de Mouriés le bâtiment de la gendarmerie, dont ils étaient propriétaires et qu'ils louaient à l'Etat, sur le modèle de celle de la Place d'armes à Seyne, qui leur appartenait aussi (L. et M. Most: "La vie au pays de Turriers dans la première moitié du siècle, 1993, p 68). Ils ont également construit la route des tourniquets d'Astoin entre 1897 et 1908.

## Politique et administration

### Administration municipale

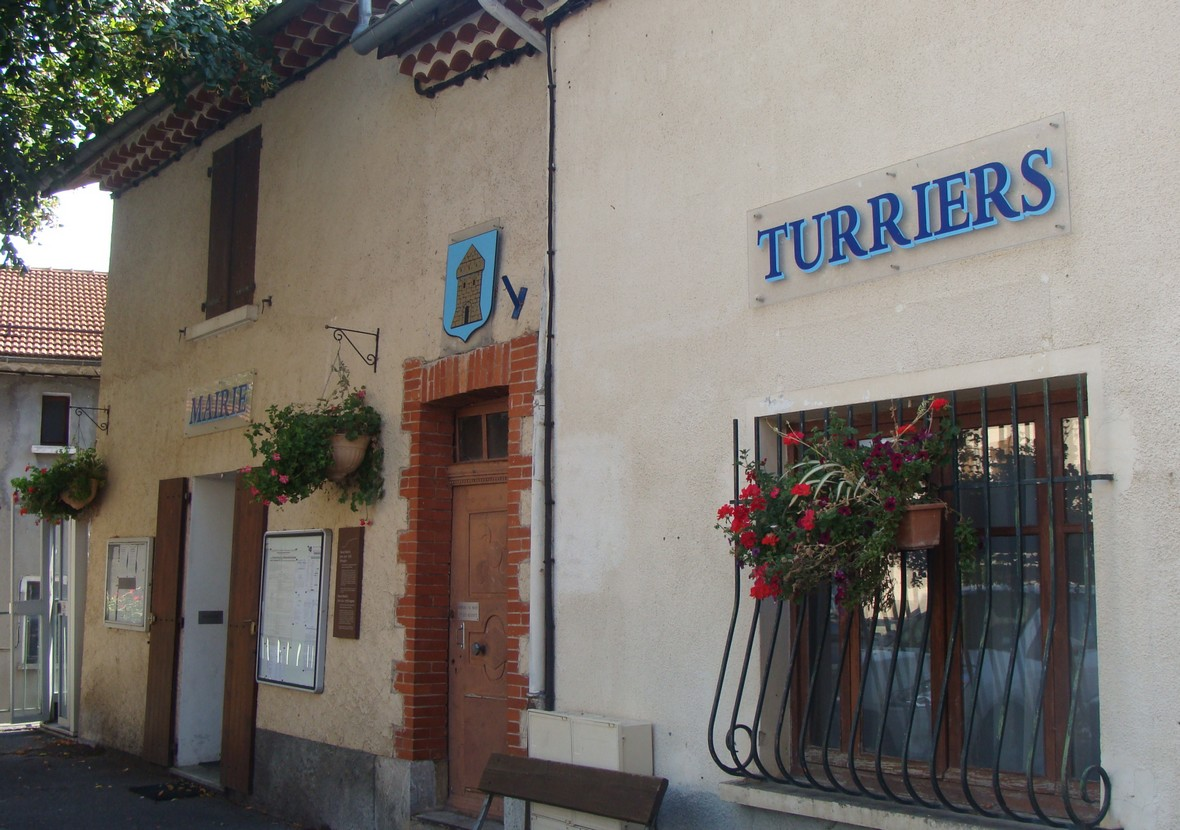
La mairie.

De par sa taille, la commune dispose d'un conseil municipal de onze membres (article L2121-2 du Code général des collectivités territoriales). Lors du scrutin de 2008, il n’y eut qu’un seul tour et Élie Aguillon a été réélu conseiller municipal avec le septième total de 159 voix, soit 72,60 % des suffrages exprimés. La participation a été de 84,88 %. Il a ensuite été nommé maire par le conseil municipal.
En 2014, c'est le conseiller sortant Jean-Yves Sigaud qui est élu maire dès le premier tour.
| Période                                  | Période                       | Identité         | Étiquette | Qualité                        |
| ---------------------------------------- | ----------------------------- | ---------------- | --------- | ------------------------------ |
| mai 1945                                 |                               | Enri Brun        |           |                                |
| 1965                                     | 1995                          | Paul Honnorat    |           |                                |
| 2001                                     | 2014                          | Élie Aguillon    | DVD       | Conseiller général (2008-2015) |
| avril 2014                               | En cours (au 21 octobre 2014) | Jean-Yves Sigaud |           | Cadre                          |
| Les données manquantes sont à compléter. |                               |                  |           |                                |

### Intercommunalité
Turriers fait partie :

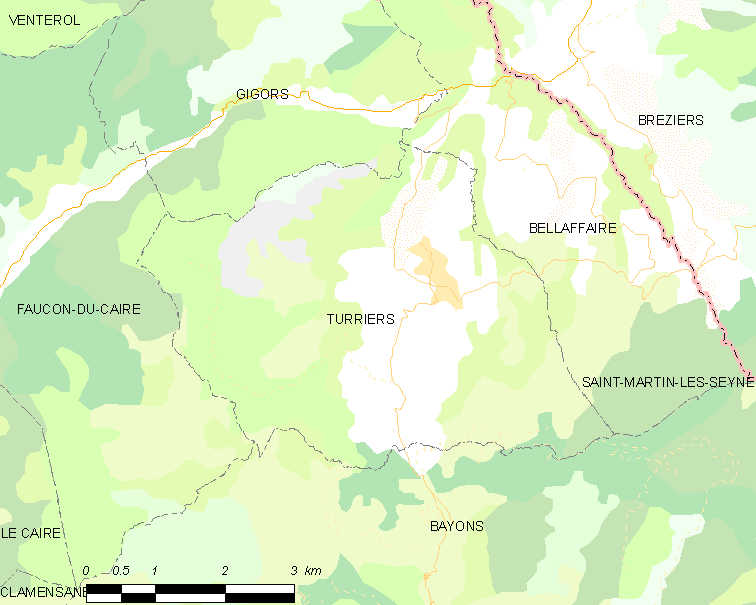
La commune de Turriers.

- de 2008 à 2017, de la communauté de communes de La Motte-du-Caire - Turriers ;
- depuis le 1er janvier 2017, de la communauté de communes du Sisteronais-Buëch.

### Administrations
Turriers est une des sept communes de l'ancien canton de Turriers qui totalisait 1 229 habitants en 2006. Le canton a fait partie de l’arrondissement de Sisteron du 17 février 1800 au 10 septembre 1926, date de son rattachement à l'arrondissement de Forcalquier et de la deuxième circonscription des Alpes-de-Haute-Provence. Turriers fait partie du canton de Turriers de 1793 à mars 2015 ; à la suite du redécoupage des cantons du département, la commune est rattachée au canton de Seyne.
La commune fait partie de la juridiction prud'homale de Manosque, d’instance et de grande instance de Digne-les-Bains.
Une brigade de gendarmerie chef-lieu de communauté est implantée à Turriers.

### Fiscalité locale
| Taxe                                                | Part communale | Part intercommunale | Part départementale | Part régionale |
| --------------------------------------------------- | -------------- | ------------------- | ------------------- | -------------- |
| Taxe d'habitation (TH)                              | 6,52 %         | 0,64 %              | 5,53 %              | 0,00 %         |
| Taxe foncière sur les propriétés bâties (TFPB)      | 16,20 %        | 2,25 %              | 14,49 %             | 2,36 %         |
| Taxe foncière sur les propriétés non bâties (TFPNB) | 73,82 %        | 6,44 %              | 47,16 %             | 8,85 %         |
| Taxe professionnelle (TP)                           | 6,16 %         | 1,28 %              | 10,80 %             | 3,84 %         |

La part régionale de la taxe d'habitation n'est pas applicable.
La taxe professionnelle est remplacée en 2010 par la cotisation foncière des entreprises (CFE) portant sur la valeur locative des biens immobiliers et par la contribution sur la valeur ajoutée des entreprises (CVAE) (les deux formant la contribution économique territoriale (CET) qui est un impôt local instauré par la loi de finances pour 2010).

## Population et société

### Démographie
L'évolution du nombre d'habitants est connue à travers les recensements de la population effectués dans la commune depuis 1765. Pour les communes de moins de 10 000 habitants, une enquête de recensement portant sur toute la population est réalisée tous les cinq ans, les populations de référence des années intermédiaires étant quant à elles estimées par interpolation ou extrapolation. Pour la commune, le premier recensement exhaustif entrant dans le cadre du nouveau dispositif a été réalisé en 2005.
En 2022, la commune comptait 345 habitants, en évolution de +7,48 % par rapport à 2016 (Alpes-de-Haute-Provence : +2,84 %, France hors Mayotte : +2,11 %).
| 1765 | 1793 | 1800 | 1806 | 1821 | 1831 | 1836 | 1841 | 1846 |
| ---- | ---- | ---- | ---- | ---- | ---- | ---- | ---- | ---- |
| 601  | 586  | 629  | 596  | 610  | 613  | 637  | 616  | 652  |

| 1851 | 1856 | 1861 | 1866 | 1872 | 1876 | 1881 | 1886 | 1891 |
| ---- | ---- | ---- | ---- | ---- | ---- | ---- | ---- | ---- |
| 679  | 633  | 618  | 589  | 550  | 535  | 534  | 523  | 481  |

| 1896 | 1901 | 1906 | 1911 | 1921 | 1926 | 1931 | 1936 | 1946 |
| ---- | ---- | ---- | ---- | ---- | ---- | ---- | ---- | ---- |
| 443  | 415  | 446  | 405  | 338  | 320  | 321  | 326  | 290  |

| 1954 | 1962 | 1968 | 1975 | 1982 | 1990 | 1999 | 2005 | 2006 |
| ---- | ---- | ---- | ---- | ---- | ---- | ---- | ---- | ---- |
| 260  | 262  | 230  | 226  | 286  | 276  | 297  | 404  | 404  |

| 2010 | 2015 | 2020 | 2022 | - | - | - | - | - |
| ---- | ---- | ---- | ---- | - | - | - | - | - |
| 379  | 325  | 343  | 345  | - | - | - | - | - |

| 1315    | 1471    |
| ------- | ------- |
| 66 feux | 29 feux |

L'histoire démographique de Turriers, après la saignée des XIVe et XVe siècles et le long mouvement de croissance jusqu'au début du XIXe siècle, est marquée par une période d'« étale » où la population reste relativement stable à un niveau élevé. Cette période dure toute la première moitié du XIXe siècle, jusqu'en 1861. L'exode rural provoque ensuite un mouvement de baisse de la population de longue durée. En 1921, la commune enregistre la perte de plus de la moitié de sa population par rapport au maximum historique de 1851. Le mouvement de baisse se prolonge jusqu'aux années 1970. Depuis, la commune a connu une croissance démographique importante.

### Enseignement
La commune est dotée d’une école primaire publique,. Ensuite les élèves sont affectés au collège Marcel-Massot à La Motte-du-Caire. Puis ils poursuivent au lycée de la cité scolaire Paul-Arène à Sisteron,.

### Santé
Aucun professionnel de santé n'est installé à Turriers. Les médecins les plus proches se trouvent à La Motte-du-Caire, et dans les Hautes-Alpes à Rousset à 7 km et à Tallard à 11 km . La pharmacie du secteur se situe à Espinasses à 8 km.
L'établissement hospitalier le plus proche est l'hôpital Saint-Jacques à Seyne-les-Alpes éloigné de 15 km.
Par contre est installé sur la commune le Centre de rééducation et de réadaptation fonctionnelles de Haute-Provence "L'’Eau vive" et d'une maison de retraite.

## Économie

### Agriculture
L'agriculture fait vivre une dizaine de familles se consacrant essentiellement à l'élevage de bovins et d'ovins alimentés de façon naturelle grâce aux vastes prairies à foin environnant le village[réf. nécessaire].
De plus l'INAO a classé le terroir de la commune qui possède une Appellation d'origine contrôlée (AOC) (huile essentielle de lavande de Haute-Provence) et plusieurs labels Indication géographique protégée (IGP) : pommes des Alpes de Haute-Durance, miel de Provence, agneau de Sisteron, Alpes-de-haute-provence blanc, rouge et rosé, et vin de pays de Méditerranée blanc, rouge et rosé.

Agriculture à Turriers.
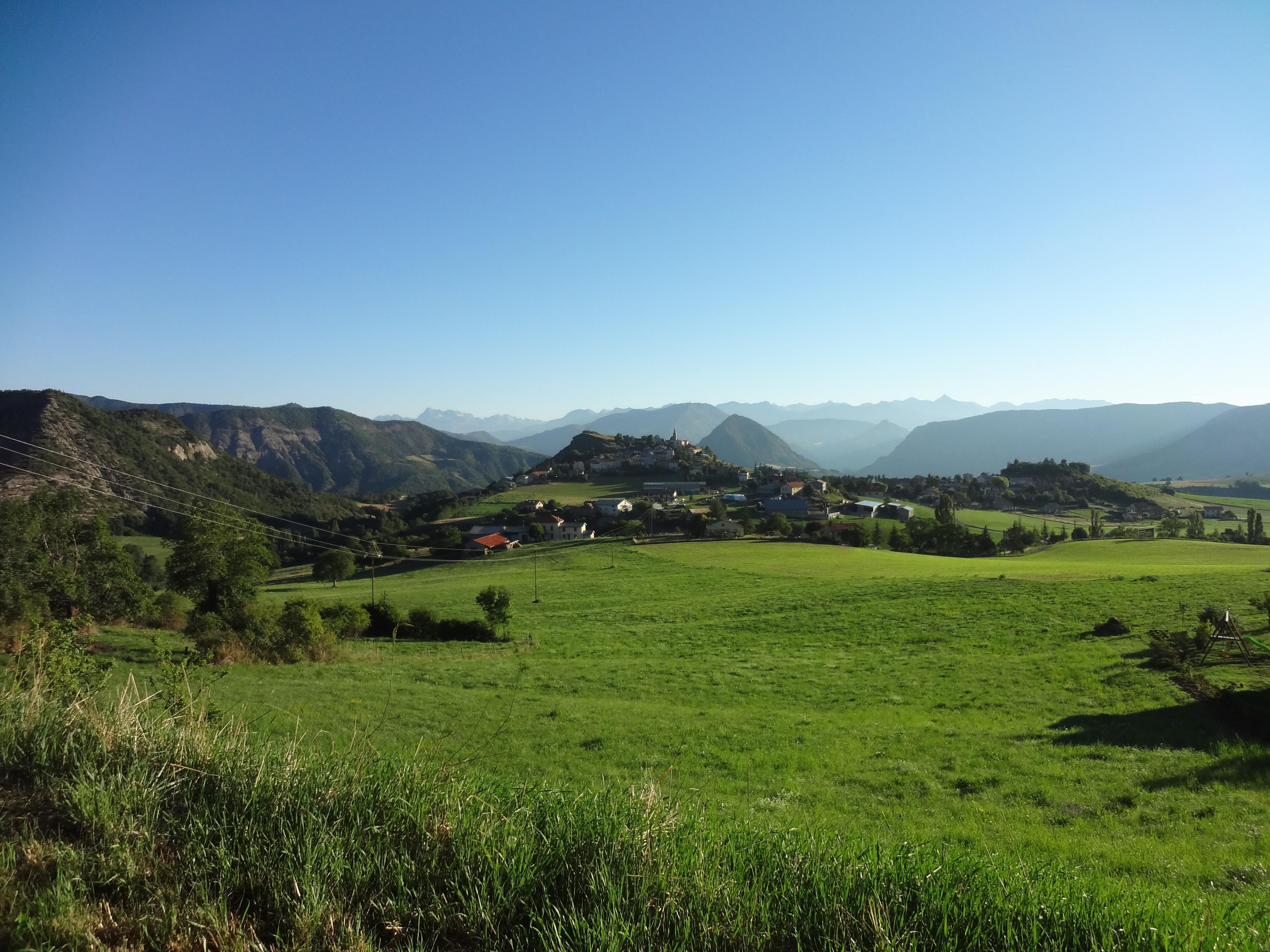
Terroir agricole autour du village.
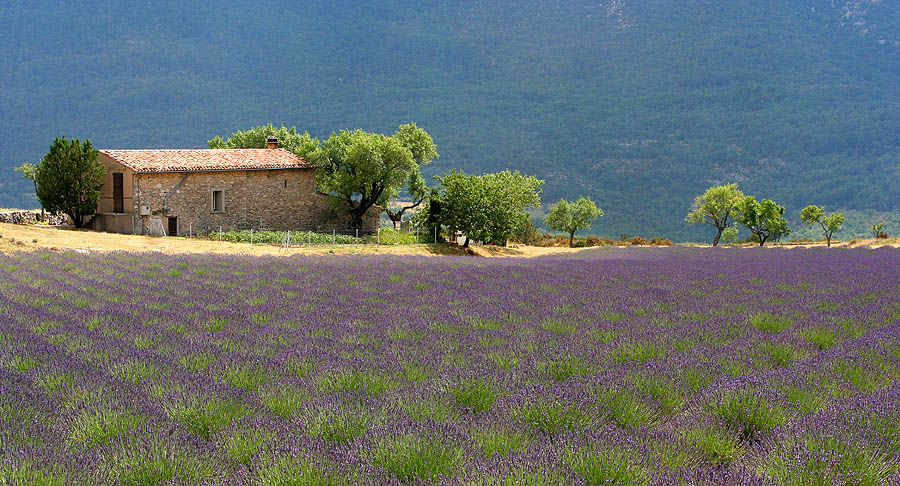
Champ de lavande.
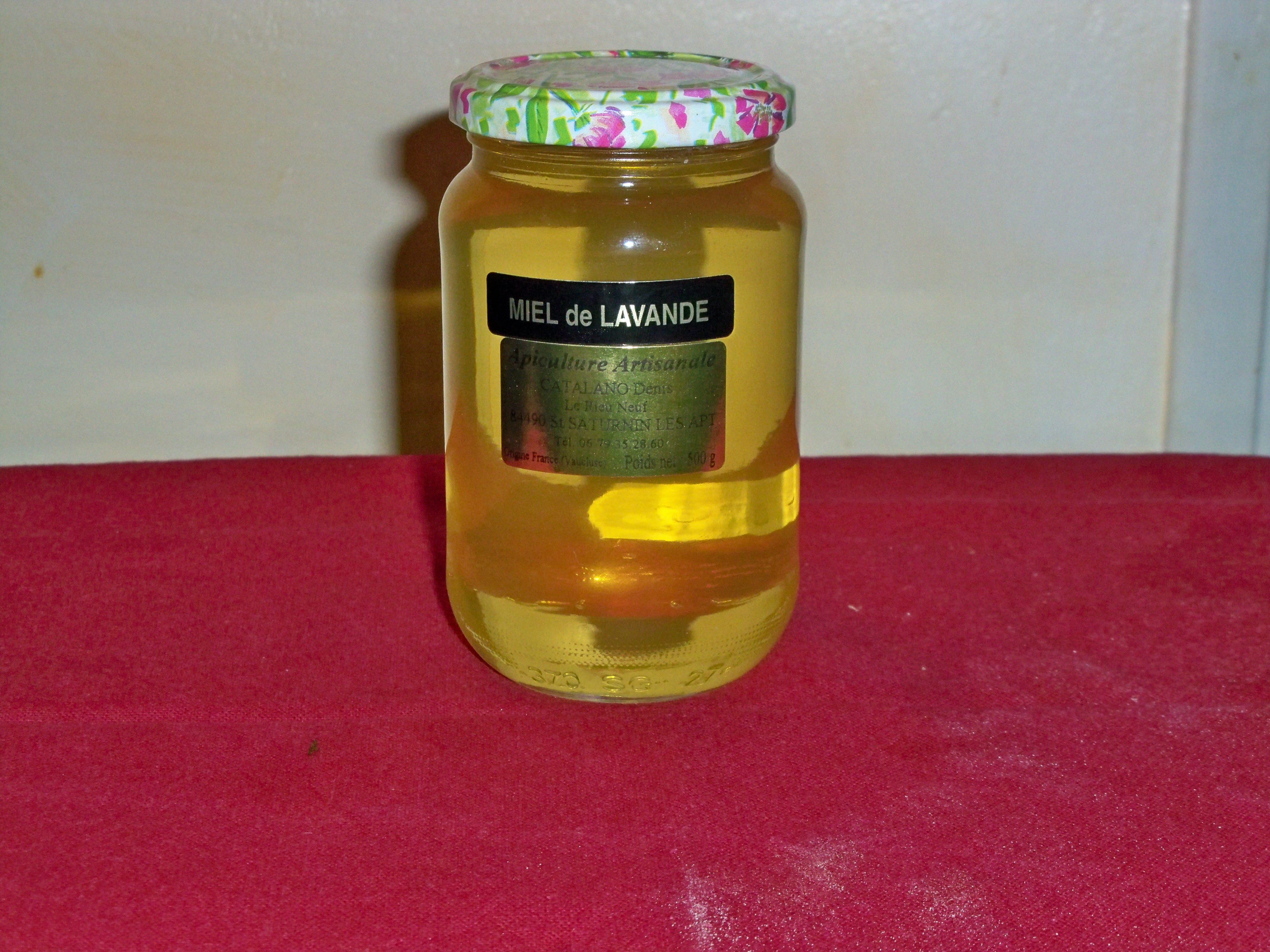
Miel de lavande.
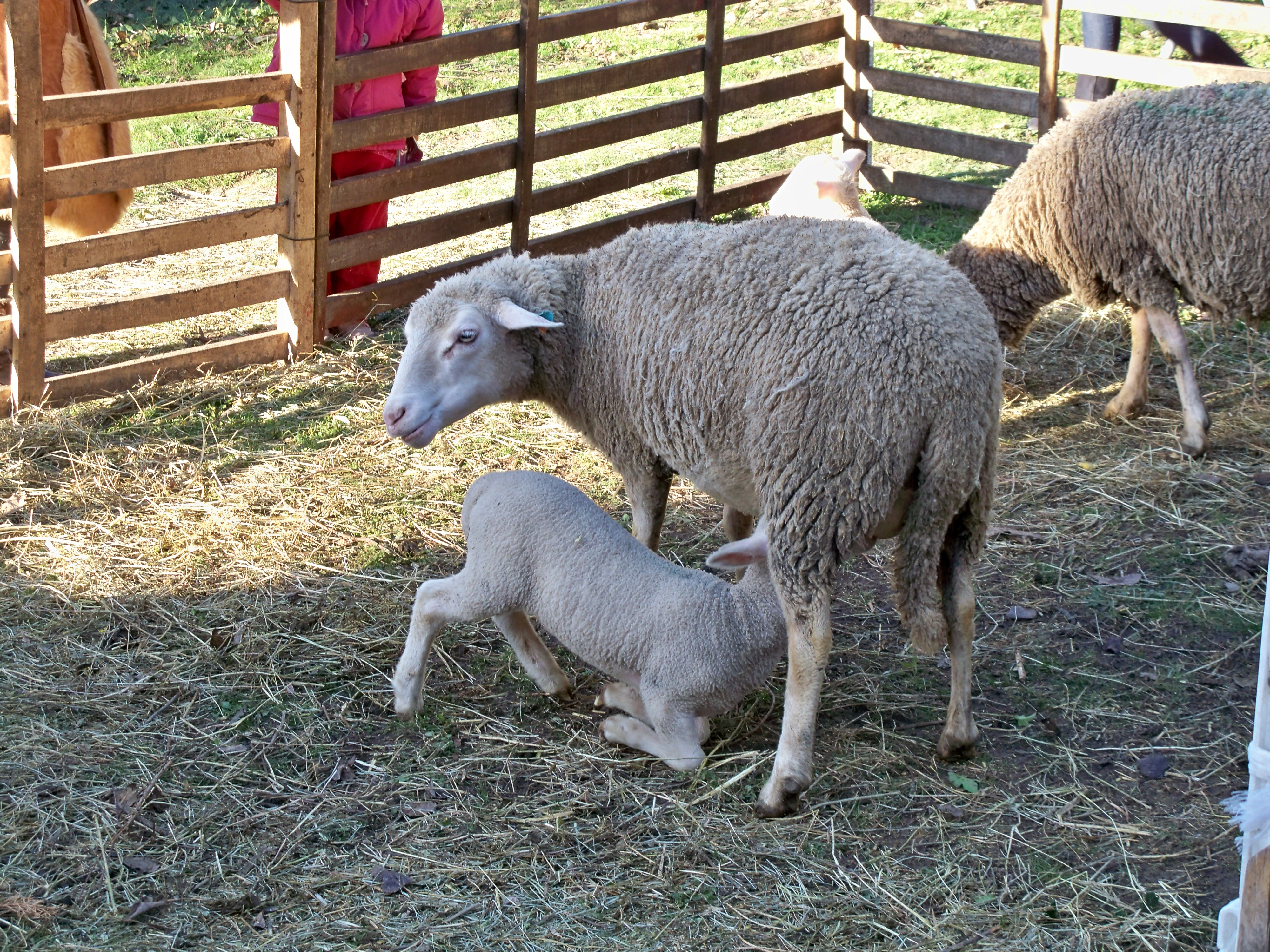
Agneau de Sisteron élevé sous sa mère.
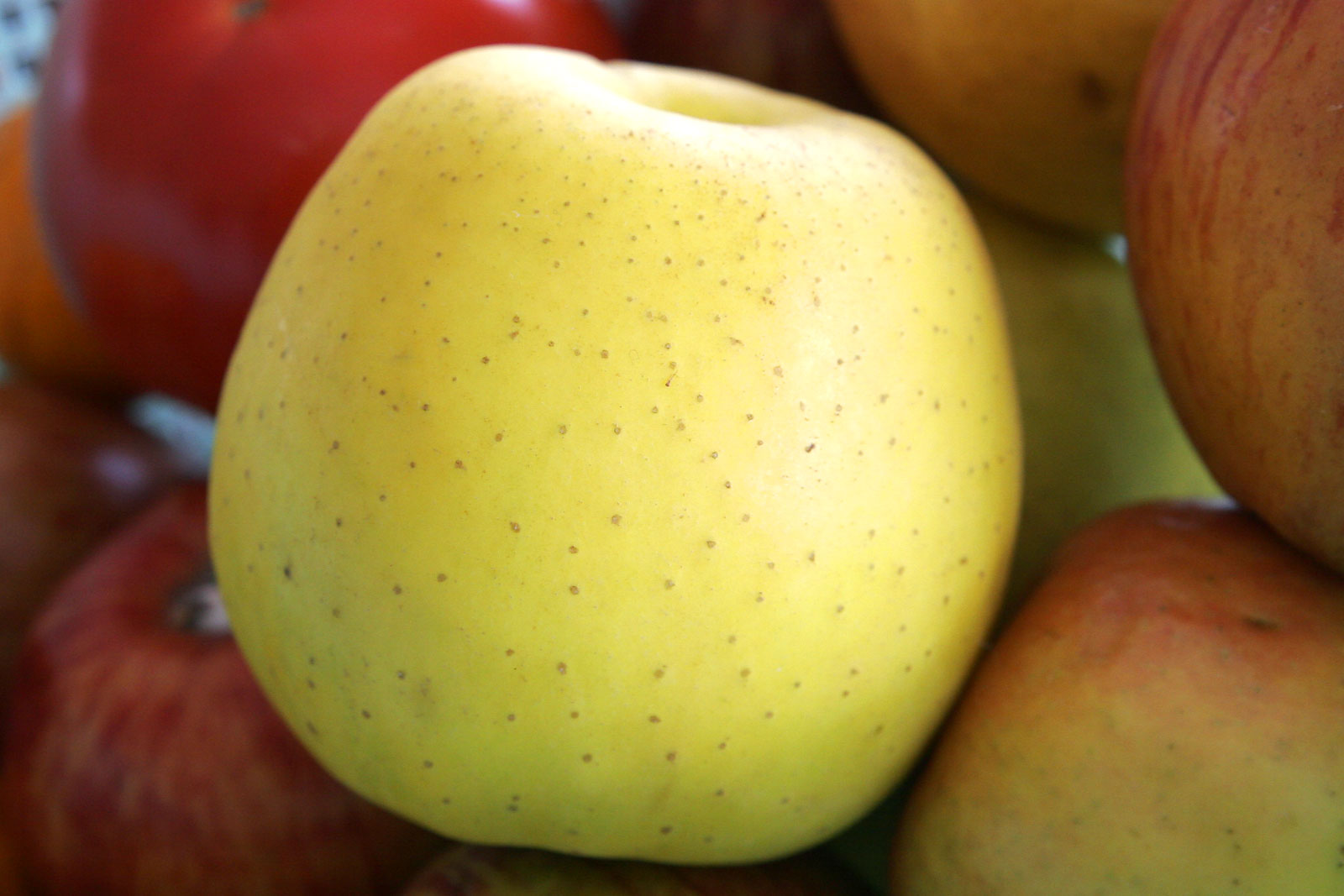
Pommes des Alpes de Haute-Durance.

### Édition
La petite maison d’édition Naturalia publications a son siège à Turriers.

### Secteur tertiaire

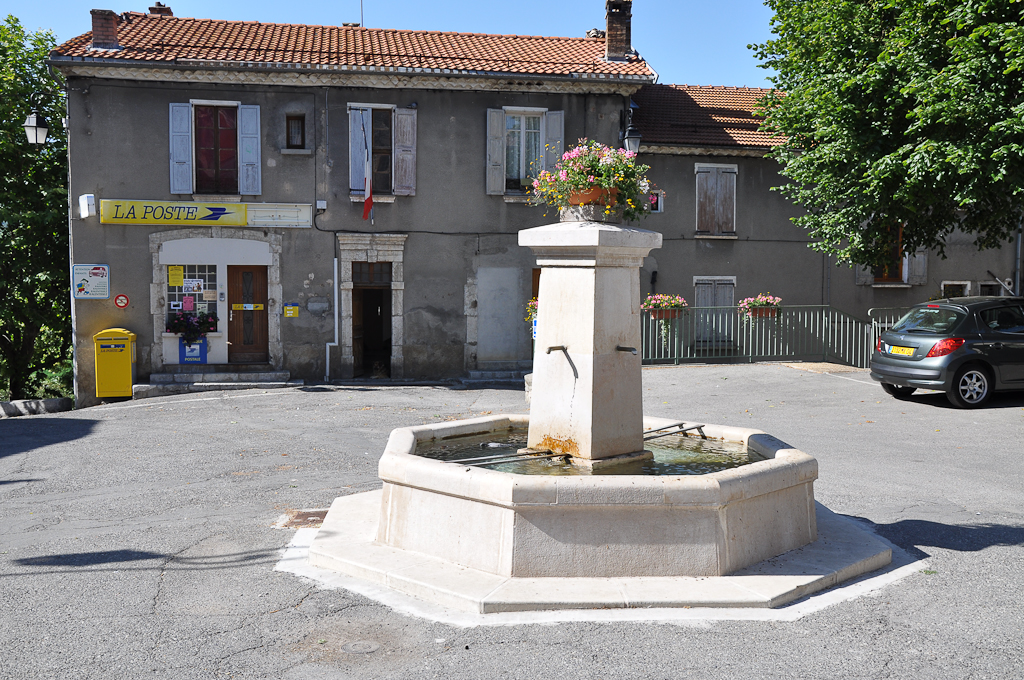
La Poste (ancien emplacement jusqu'en c. 2010) et la fontaine.

Au centre du village se trouve un café bar- restaurant, une charcuterie-boucherie et une épicerie-journaux ainsi que le bureau de La Poste. Au Mouriès, est ouverte une boulangerie-pâtisserie.
Le Centre de rééducation et réadaptation fonctionnelle l’Eau vive, créé par l’ancien maire de Turriers Paul Honorat, accueille 80 patients dont certains nécessitent des soins très sophistiqués ; il emploie une centaine de personnes de toutes qualifications. Cet établissement et l'activité économique qu'il suscite a permis à la commune de résister avec succès à la désertification des campagnes.

## Culture locale et patrimoine

### Lieux et monuments
Au village se trouve un bâtiment composé de deux corps de logis, dont un s’arrondit en façade en une espèce de tour. Ce bâtiment, appelé château, possède aussi une vraie tour. La plus ancienne maison datée porte le millésime de 1646 en façade.
L’église paroissiale, dédiée à saint Antoine l'Ermite, a été reconstruite entièrement en 1870, avec une nef de quatre travées voûtées en berceau aplati, un faux transept formé de deux chapelles latérales, et son chœur à pans, voûté d’une coupole à arêtes. Elle possède un ciboire en argent du XVIIIe siècle, classé monument historique au titre objet.
L’ancienne église, située au Mouriers, a été détruite en 1929 sur décision du conseil municipal, le bâtiment menaçant ruines. La chapelle du Forest-Loin, reconstruite en 1863 et placée sous la titulature des martyrs du Japon, est pratiquement entièrement disparue.
Sur la butte des Baumelles : vestiges du donjon, croix monumentale, table d'orientation, très belle vue sur le massif des Écrins au nord.

Monuments de Turriers.
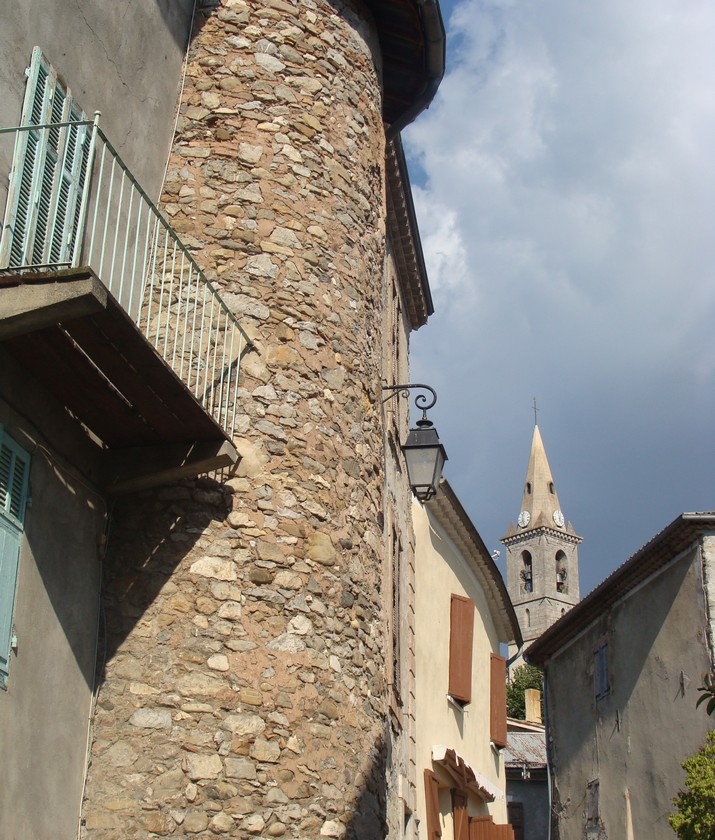
La tour du « château » et le clocher de l'église.
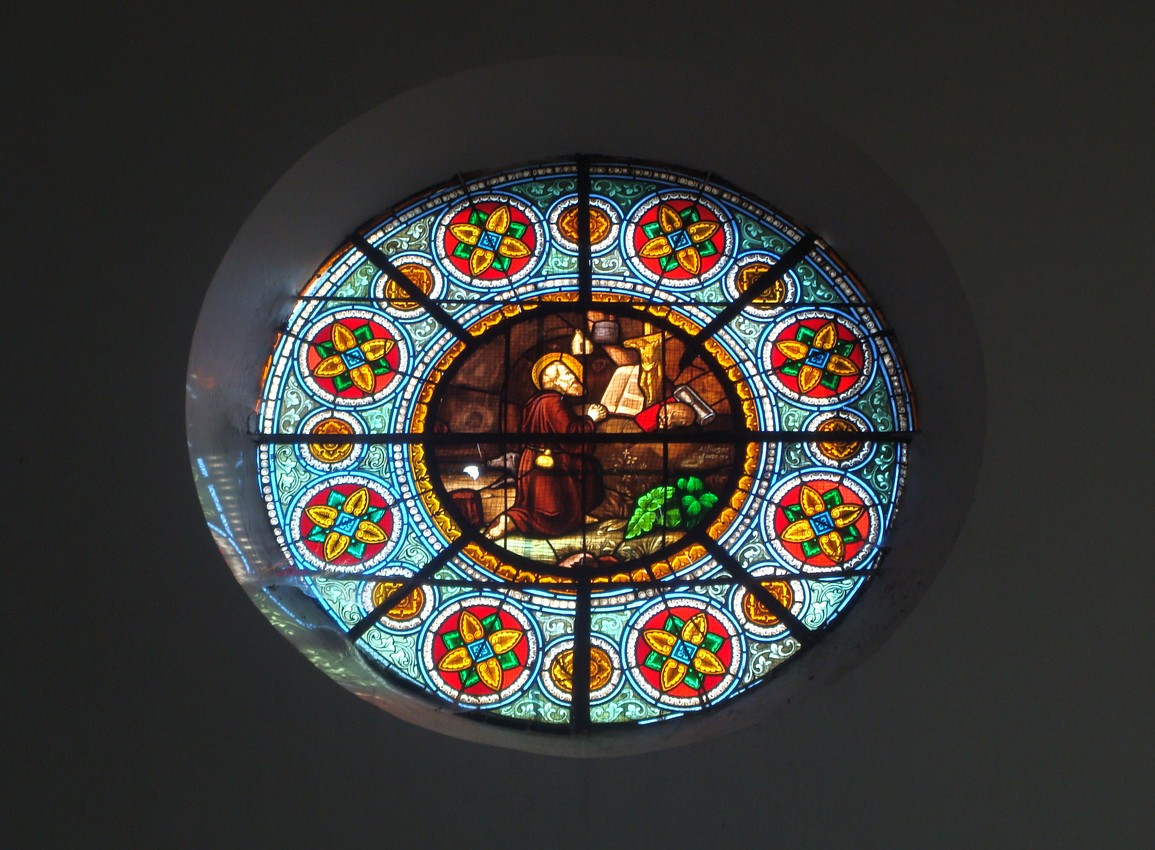
Le vitrail représentant saint Antoine au fond de la nef de l'église.
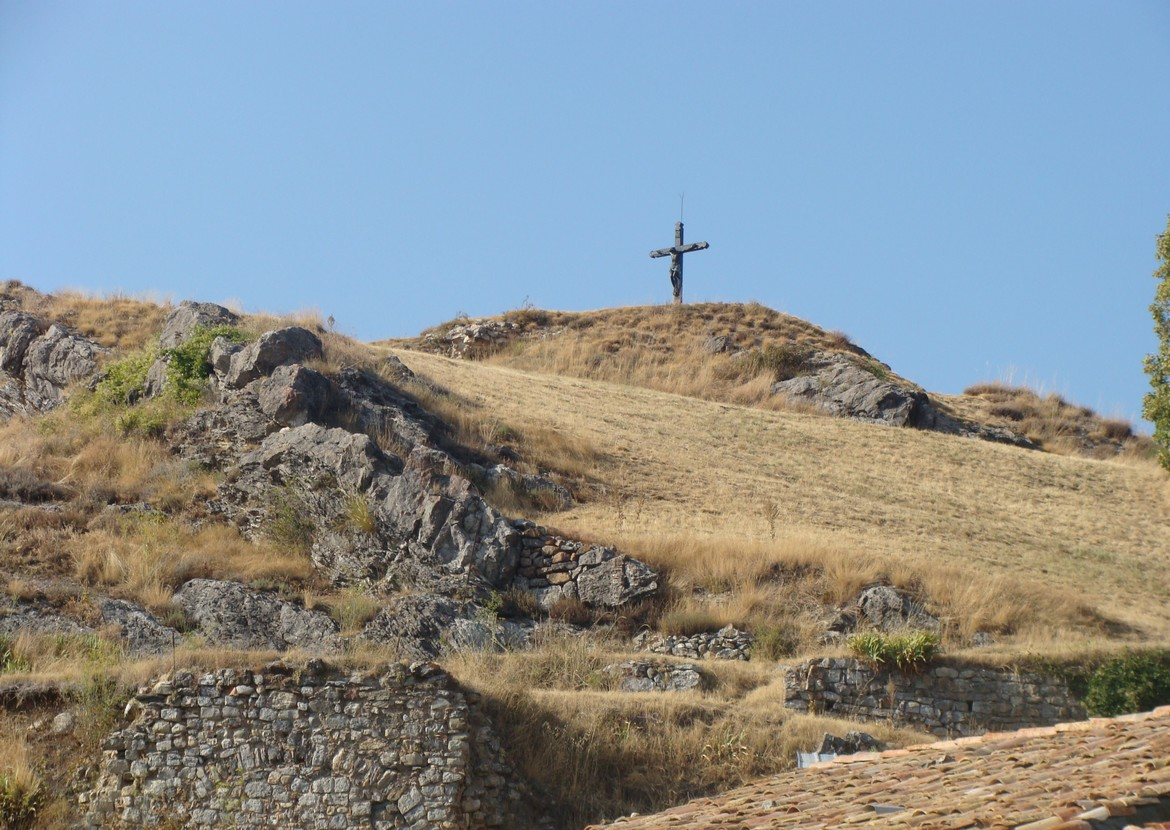
La butte des Baumelles et la croix.
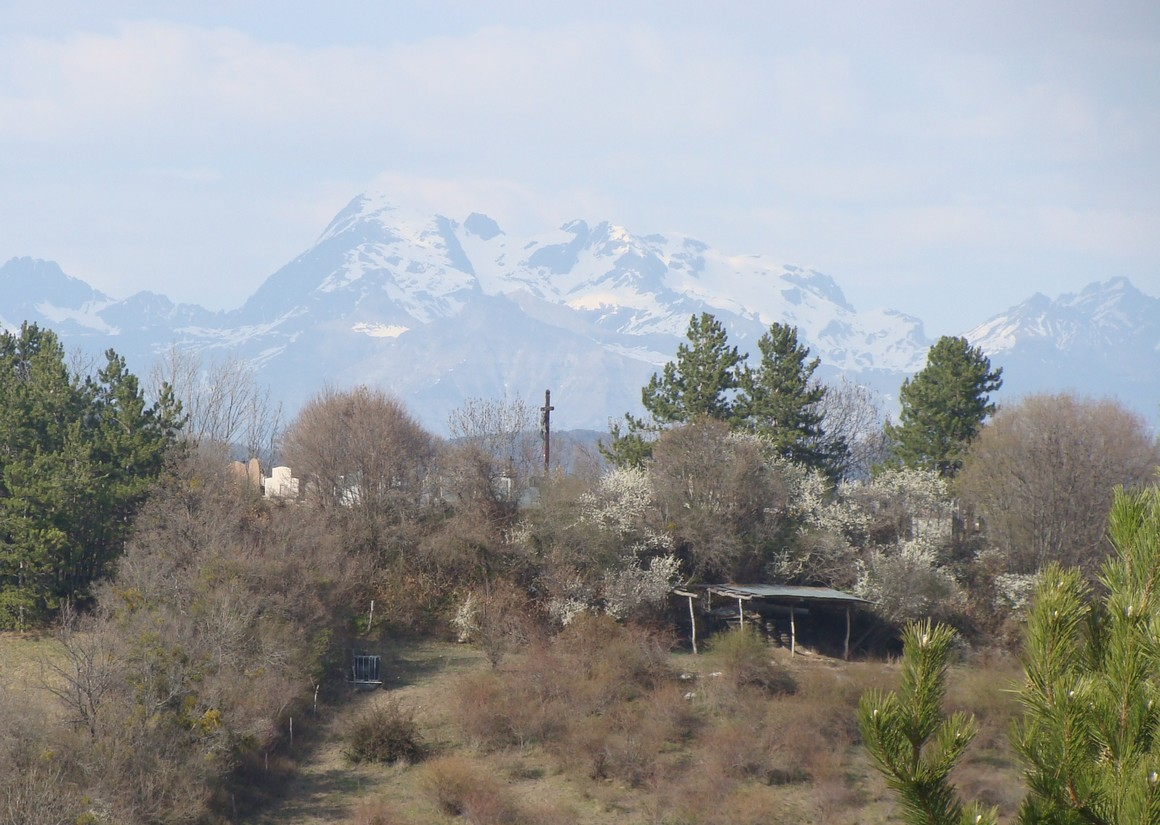
Vue sur le massif des Écrins, au printemps.

### Personnalités liées à la commune
- Pierre Franco (1505-1578), né à Turriers, chirurgien français spécialiste des hernies, lithotomiste, opérateur de la cataracte[70].
- Honoré Antoine Bucelle (1762-1844), né à Turriers, député des Hautes-Alpes de 1820 à 1827.
- Mireille Aigroz (dite Mireille Darc, 1938-2017), actrice, dont la famille maternelle (Reynaudo, Savornin) était originaire de  Turriers.

### Héraldique
| Blason de Turriers | Blason  | D'azur à une tour pavillonnée d'or, ouverte, ajourée et maçonnée de sable. |
| Blason de Turriers | Détails | Armes parlantes. Le statut officiel du blason reste à déterminer.          |